# Elettra Bisetti
Elettra Bisetti (Pistoia, 1º febbraio 1941) è un'attrice, doppiatrice e direttrice del doppiaggio italiana.

## Biografia
Formatasi all'Accademia d'arte drammatica "Silvio d'Amico", ha esordito nel doppiaggio grazie a un provino effettuato negli studi della S.A.S. - Società Attori Sincronizzatori con Fede Arnaud. Tra le attrici alle quali ha dato voce italiana, Frances Fisher in Titanic e Faye Dunaway ne Il valzer del pesce freccia. Ha inoltre doppiato Juliet Mills nella serie televisiva La tata e il professore.
Tra le sue direzioni, le edizioni italiane di Carlito's Way e Il mostro.
È vedova del direttore di doppiaggio Filippo Ottoni.

## Doppiaggio

### Film
- Helen Mirren in Cortesie per gli ospiti, Monteriano - Dove gli angeli non osano metter piede, La pazzia di Re Giorgio
- Julie Christie in Belfagor - Il fantasma del Louvre, Troy
- Kristin Scott Thomas in Il matrimonio di Lady Brenda, Mio caro dottor Gräsler
- Holland Taylor in Un piedipiatti e mezzo, The Wedding Date - L'amore ha il suo prezzo
- Isabella Rossellini in The Innocent, Big Night
- Glenn Close in Un amore senza tempo
- Frances Fisher in Titanic
- Sônia Braga in Angel Eyes - Occhi d'angelo
- Jane Alexander in Terminator Salvation
- Patricia Clarkson in Tutti gli uomini del re
- Frances Conroy in The Aviator
- Annie Potts in Texasville
- Linda Hamilton in Rosso d'autunno
- Suzanna Hamilton in Orwell 1984
- Lea Thompson in J. Edgar
- Beverly Todd in Non è mai troppo tardi
- Blythe Danner in Un'altra donna
- Miranda Richardson in Tom & Viv - Nel bene, nel male, per sempre
- Carrie Fisher in Harry, ti presento Sally...
- Catherine Frot in Due per un delitto
- Birthe Neumann in Festen - Festa in famiglia

## Direttrice di doppiaggio
- Carlito's Way
- Il mostro
- La casa di sabbia e nebbia
- The Woodsman - Il segreto

## Filmografia

### Televisione
- Storia di Pablo (1970)
- Giallo di sera (1971)
- Domani a mezzogiorno (1971)
- Olenka (1974)
- Illa - Punto di osservazione (1981)
- Inventare il vero (1982)
- I giorni randagi (1988)
- Basta! Adesso tocca a noi (1989)